# Sebastiano Caboto

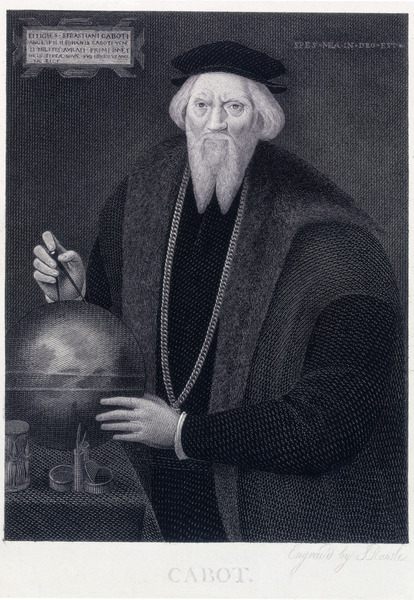
Sebastian Caboto

Sebastiano Caboto (englisch Sebastian Cabot, spanisch Sebastián Gaboto; * spätestens 1484 in Venedig; † 1557 in London) war ein aus Venedig stammender Entdecker und Kartograph, der im Dienst der englischen und spanischen Krone stand. Bekannt ist er heute vor allem für die in seinem Auftrag gedruckte Weltkarte, von der ein Exemplar aus dem Jahr 1544 erhalten ist.

## Leben

### Kindheit und Jugend
Cabotos Vater war der Seefahrer Giovanni Caboto. Aus dessen Heirat mit der Venezianerin Mattea im Jahre 1482 entstammten neben Sebastiano auch seine Brüder Ludovico und Sancio. Sebastians genaues Geburtsjahr ist nicht überliefert, jedoch steht fest, dass er und sein älterer Bruder Ludovico 1484 bereits geboren waren. Aus späteren Angaben Cabotos über sein Alter kann gefolgert werden, dass er in diesem Jahr, oder nur wenige Jahre zuvor, zur Welt kam.
Noch während seiner Kindheit kam er Ende 1495 mit seinem Vater nach England. Möglicherweise begleitete er diesen auch bei seinen beiden berühmten Expeditionen vor die Küste Nordamerikas in den Jahren 1497 und 1498, dies konnte jedoch nicht zweifelsfrei geklärt werden. Während Sebastians Teilnahme an der ersten Expedition auf seiner Weltkarte von 1544 behauptet wird, gibt es für eine Teilnahme an der zweiten keinerlei Belege. Nichtsdestotrotz erhielt er ab 1505 von Heinrich VIII. eine jährliche Zahlung für die Entdeckung des „new founde land“. Er könnte dies jedoch auch allein als Anerkennung der Verdienste seines – mittlerweile verstorbenen – Vaters erhalten haben.
Sebastiano Caboto selbst unterstützte jedenfalls diese Annahme nach Kräften, einem Chronisten zufolge soll er sogar behauptet haben, sein Vater sei bereits vor der ersten Reise gestorben. Dies führte dazu, dass bis ins 19. Jahrhundert hinein der Glaube vorherrschte, nicht sein Vater, sondern Sebastian habe die Expeditionen unternommen.

### Vermutete Expedition in die Hudson Bay
Von Cabotos Expeditionen sind keine von ihm verfassten Reiseberichte überliefert. Es wird angenommen, dass er in den Jahren 1508 und 1509 eine Expedition vor die Küste Nordamerikas führte, wovon Berichte von Petrus Martyr und Giovan Battista Ramusio, die sich auf Caboto als Informant stützen, existieren. Diesen zufolge sei Caboto auf der Suche nach der Nordwestpassage in arktische Gewässer vorgedrungen. Bei 67°30'N sei er vor der Küste der Labrador-Halbinsel von seiner Mannschaft zur Umkehr gedrängt worden.  Zwischen 61° und 64°N habe er dann eine breite Meeresstraße entdeckt, in diese sei er bis auf 10 Längengrade hineingesegelt, wo sich ihm eine breite Meeresfläche eröffnete – nach Cabotos Ansicht der Pazifische Ozean. Insofern man diesen Angaben Glauben schenken kann, handelte es sich dabei um die Hudson Bay.

### Im spanischen Auftrag
Caboto führte keine Expedition mehr für den englischen König durch. Im Mai 1512 begab er sich im Schlepptau der englischen Armee nach Spanien, die eine Invasion Frankreichs plante. Dort trat er im Oktober 1512 als Kapitän in den Dienst der Krone von Kastilien. Ihm wurde wahrscheinlich die Führung einer weiteren Expedition für das Jahr 1516 in Aussicht gestellt, die jedoch nie stattfand. Stattdessen erhielt er im Februar 1518 den Posten des Piloto Mayor in der Casa de Contratación. Als solcher hatte er die Aufgabe, Navigationsmethoden und die Herstellung von entsprechenden Instrumenten zu lehren, Navigatoren auszubilden, sowie das verfügbare Kartenmaterial zu korrigieren und zu verbessern. Er war darüber hinaus der geographische Berater des Königs in Fragen der Navigation in Übersee.
Der Navigationsvertrag von 1526 beauftragte Caboto mit den Planungen einer Expedition, zu  deren Leiter Caboto ernannt wurde. Diese hatte eigentlich zum Ziel, auf südöstlichem Kurs im Kielwasser Magellans "die Molukken und andere Inseln und Länder von Tarsis, Ophir, dem östlichen Cathay (China) oder Cipango (Japan) zu erforschen... und Gold, Silber, Edelsteine, Spezereien, Drogen, Seiden Brokate und andere Sachen von Wert einzuhandeln...". Cabotos Reise war ein kaufmännisches Unternehmen. Kaufleute aus Kastilien wie auch deutsche Kaufleute förderten die Expeditionen mit namhaften Beiträgen. So gab Alfinger aus Ulm von der Welser-Faktorei in Sevilla 400 Dukaten aus eigenen Mitteln. Am 3. April 1526 stach Caboto mit vier Schiffen und insgesamt 200 Mann Besatzung von Sanlúcar de Barrameda aus in See. Nach den Kanaren und den Kapverdischen Inseln schlug Caboto entgegen dem Rat seiner Navigatoren einen südsüdwestlichen Kurs ein, wodurch die Schiffe in eine windstille Region gerieten und erst nach über einem Monat nördlich von Pernambuco an Land gehen konnten. Vom dortigen Geschäftsführer der Handelsfaktorei, Manuel de Braga, erfuhr er die Geschichte über den weißen König in den Silberbergen.
Der Küste entlang erreichte man drei Monate später Cabo Frio, und nach einem weiteren Monat die Insel Santa Catarina, wo ein Schiff, die Capitana, am 28. Oktober auf Grund lief und aufgegeben werden musste. Dort wurden die Gerüchte über den weißen König scheinbar bestätigt. Caboto fasste den gewagten Entschluss, entgegen dem königlichen Auftrag die Region um den Río de la Plata zu erkunden, da er aufgrund von Berichten lokaler Siedler hoffte, dort auf Bodenschätze und den besagten König zu stoßen. Kapitän Rojas und ein Teil der Mannschaft, die sich Cabotos Planänderung widersetzten, wurden in Puerto de los Patos  ausgesetzt. Im Februar 1527 erreichten die Schiffe die Mündung des Río de la Plata. Im August wurde am Zusammenfluss des Río Uruguay mit dem Río San Salvador eine Festung namens San Salvador errichtet, wofür das Holz zweier Schiffe verwendet wurde. Mit einer Brigantine sowie einer auf Santa Catarina gebauten Galeote setzte Caboto seine Suche nach Reichtümern zunächst entlang des Parana bis zum Río Carcarañá fort. Hier gründete Caboto einen zweiten Stützpunkt und nannte ihn Sancti Spiritu (Espiritu Santo). Caboto folgte mit den beiden Schiffen dem Lauf des  Rio Parana und später dem Río Paraguay. Nachdem 18 seiner Männer bei einem Überfall von Indianern getötet worden waren, kehrte er um und überwinterte im Fort San Salvador. Der Chronist Oviedo knüpft  an das Schicksal der 18 Toten die beissende Bemerkung: "Das passiert armen Soldaten mit unerfahrenen Hauptleuten, meist den geldgierigen." Nach dem Zusammentreffen mit  dem Kommandanten Diego Garcia, welcher mit  spanischen Schiffen den Auftrag erhalten hatte, den Rio de la Plata weiter zu erkunden, forderte dieser von Caboto Rechenschaft, weshalb er sich nicht auf dem Wege Molukken befand. Als Kompromiss sollten beide Kommandanten je ein Schiff zurück nach Spanien schicken. Garcia um Klage zu erheben, Caboto, um seine Entschlüsse bestätigen zu lassen und über die bisherige Reise Bericht zu erstatten. Im Frühjahr 1529 begaben sich die beiden Kapitäne gemeinsam erneut flussaufwärts und erreichten Sancti Spiritu, das jedoch im Oktober 1529 von Indianern geplündert wurde. Man kehrte mit den schweren Kanonen nach San Salvador zurück, wo am 6. Oktober 1529 nach andauernden Angriffen  der Charrua-Indianer entschieden wurde, die Rückreise nach Spanien anzutreten. Mit 50 als Sklaven gefangen genommenen Indianern erreichte Caboto mit einem Schiff und nur noch 24 Mann Besatzung am 22. Juli 1530 Sevilla. Diego Garcia, der auf der Heimfahrt den ausgesetzten Hauptmann Rojas aufnahm, traf als erster in Spanien ein.
Bald nach seiner Rückkehr wurde Caboto sowohl von Diego Garcia als auch von den Angehörigen der ausgesetzten Offizieren wegen der Missachtung von Befehlen und der fahrlässigen Tötung von Untergebenen angeklagt und im Juli 1531 zu zwei Jahren Verbannung in Afrika und hohen Schadensersatzzahlungen verurteilt. In einem Berufungsverfahren im Februar 1532 wurde die Verbannungszeit noch auf vier Jahre erhöht. Inzwischen war jedoch der spanische König Karl V. von einem Aufenthalt in Deutschland zurückgekehrt, und bei einer Audienz im Frühjahr 1532 berichtete Caboto ihm von seinen Ergebnissen der Reise. Obwohl eine Begnadigung durch den König nicht schriftlich überliefert ist, musste Caboto seine Verbannung nie antreten. Stattdessen erhielt er seinen Posten als Piloto Mayor in der Casa de Contratación zurück.

Cabotos Weltkarte von 1544

Im März 1541 gab er bei zwei Druckern aus Deutschland, „Lazaro Noremberguer“ (auch „Lazaro Aleman“ oder „Lazaro Cromberger“) und „Gabriel Miçel“, den Druck einer Weltkarte in Auftrag; 1545 scheint er eine weitere Bestellung aufgegeben zu haben. Ein Exemplar dieser Karten befindet sich heute im Besitz der Pariser Bibliothèque nationale und ist das einzige überlieferte Kartenmaterial von Caboto.
In der Folgezeit beschäftigte sich Caboto mit der Überarbeitung der Padrón Real, der geheim gehaltenen, wichtigsten Weltkarte im Besitz der spanischen Krone, die als Vorlage für alle Karten auf spanischen Schiffen im 16. Jahrhundert diente. Hierüber geriet er nun häufig in Streit mit anderen Kartographen. 1544 unterstützte er einen Änderungsantrag der Padrón Real von Diego Gutiérrez, der eine feinere Einteilung der Längengrade der Karte forderte. Caboto erstellte Berichte über damit zusammenhängende Fehler in der Padrón, wurde jedoch von anderen Kartographen überstimmt und musste 1545 der offiziellen Ablehnung von Gutiérrez Reform zustimmen.

### Rückkehr nach England und Tod
Bereits gegen Ende der 1530er Jahre scheint Caboto unzufrieden mit seiner Anstellung in Spanien gewesen zu sein, so bewarb er sich 1538 erfolglos um eine Stelle in England. Nach dem Tod von Heinrich VIII. stellte ihm das Privy Council im Oktober 1547 ein Zertifikat im Wert von 100 Pfund zur Rückkehr nach England aus. 1548 kehrte Caboto nach England zurück. In der Folgezeit forderte der spanische König ihn wiederholt zur Rückkehr nach Spanien auf, dem Caboto jedoch nie nachkam.
In England beschäftigte Caboto sich mit der Nordostpassage. Er wurde Gouverneur der im Frühjahr 1553 gegründeten Muscovy Company. Ab März 1557 erhielt Caboto Pensionszahlungen, spätestens im Dezember desselben Jahres war er verstorben.

### Familiäres
Sebastiano Caboto war verheiratet und hatte Kinder, als er 1512 in den Dienst der spanischen Krone trat. In einem Dokument vom September 1514 wird erwähnt, dass seine aus London stammende Frau Juana inzwischen gestorben sei. In Spanien heiratete er erneut, im August 1525 wird Catalina de Medrano als seine Ehefrau genannt. Catalina de Medrano starb am 2. September 1547. 1533 starb eine Tochter. Ein englisches Dokument von 1586 erwähnt Henry Ostryge, der Caboto 1548 nach England begleitet habe, und sein Schwiegersohn gewesen sei.